# Huntshaw
Huntshaw är en by och en civil parish i Torridge i Devon i England. Orten har 134 invånare (2011). Byn nämndes i Domedagsboken (Domesday Book) år 1086, och kallades då Huneseue/Huneseua.